# Kamenari (Bułgaria)
Kamenari (bułg. Каменари) – wieś w Bułgarii, w obwodzie Wielkie Tyrnowo, w gminie Elena. W 2024 roku liczyła 185 mieszkańców.